# Oh Santa!
"Oh Santa!" é uma canção da cantora e compositora norte-americana Mariah Carey, lançada pela Island Records em 11 de outubro de 2010 como o primeiro single do seu segundo álbum natalino Merry Christmas II You (2010). A faixa foi escrita e produzida por Carey, Jermaine Dupri e Bryan-Michael Cox. A música recebeu opiniões positivas dos críticos, que elogiaram sua musicalidade, mas sentiram que era inferior a canção de natal "All I Want for Christmas is You", lançada por Mariah em 1994.
"Oh Santa!" alcançou um sucesso moderado nas paradas musicais, atingindo o topo da Billboard Holiday Digital Songs e Adult contemporary, bem como chegando na centésima posição da Billboard Hot 100, ambas paradas dos Estados Unidos, enquanto conseguiu chegar ao número 68 no Japan Hot 100 e na setuagésima segunda posição da Canadian Hot 100. Carey cantou a música ao vivo em vários programas de televisão, incluindo em seu próprio especial de Natal para a tevê, intitulado "Mariah Carey: Merry Christmas to You". Um vídeo musical para a canção, dirigido por Ethan Lader, foi lançado em 2 de novembro de 2010, retratando Mariah como a apresentadora de um programa de televisão natalino.

## Antecedentes, lançamento e composição
"Oh Santa!" foi coescrita e coproduzida por Mariah Carey e por seus colaboradores de longa data Jermaine Dupri e Bryan-Michael Cox para o seu segundo álbum de natal Merry Christmas II You (2010). A canção foi liberada em 1 de outubro de 2010 no AOL e em 11 de outubro de 2010 para download digital nas lojas iTunes Store. De acordo com partituras publicadas em Musicnotes, "Oh Santa!" é uma canção pop que incorpora os gêneros natalino, R&B e dance-pop. Definida no compasso de tempo comum, com ritmo moderado de 80 batidas por minuto e é escrita na tonalidade de Dó maior, com alcance vocal de Carey que vão desde a nota baixa Sol#3 para a nota elevada Dó#6. Mariah também gravou um remix de "Oh Santa!" com a sua canção de natal "All I Want for Christmas Is You", intitulada "Oh Santa! All I Want for Christmas is You (Jump Smokers Holiday Mashup)", que foi disponibilizado para download no iTunes em 17 de dezembro de 2010.

## Recepção

### Recepção da crítica
"Oh Santa!" recebeu opiniões mistas e positivas de críticos de música, que elogiaram a musicalidade da canção, mas sentiram que era inferior a canção de natal "All I Want For Christmas Is You", lançada em 1994 por Mariah. Bill Lamb do About.com deu a canção 4 estrelas de 5, elogiando o desempenho vocal de Carey, "a torcida cantando alegremente" e que "era possível sentir o otimismo". AOL music disse que "a mais nova canção de Mariah Carey, 'Oh Santa!" vai deixar pessoas pensando sobre o Natal, mesmo que ainda seja apenas outubro." Caryn Ganz da Rolling Stone e Mike DIver da BBC Music comentaram sobre a batida da música, com Ganz escrever "Mariah fez uma batida escolar para 'Oh Santa!', No entanto, apesar de Diver elogiar as batidas da canção, sentiu que não era tão boa como a canção natalina assinada por Mariah, "All I Want for Christmas Is You", escrevendo "Oh Santa é um RnB turbulento que faz todo o sentido neste tipo de single! - Não é na mesma coisa como All I Want ..., mas é um acerto para justificar os 12 meses que ela esteve por baixo." Um revisor do site Idolator comparou "Oh Santa!" com "Girlfriend" canção de Avril Lavigne, de seu álbum The Best Damn Thing, escrevendo "Presumivelmente, a faixa não soará como uma versão Pólo Norte de 'Girlfriend' de Avril Lavigne como Oh Santa faz". Sean Fennessey do The Washington Post listou "Oh Santa" como uma das faixas recomendadas para ouvir do álbum, junto com "Charlie Brown Christmas", bem como escrevendo "Há gestos nobres... 'Oh Santa,' de Carey hipercinética, pisoteia na equipe da sua antiga e poupada carreira com Jermaine Dupri e o moderno maestro desprezado de soul, Bryan-Michael Cox.

### Performance nas paradas musicais
Na semana que terminou em 30 de outubro de 2010, "Oh Santa!" estreou na posição número um da Billboard Holiday Digital Songs, o que fez com que Carey ocupasse as duas primeiras posições na tabela, com "All I Want for Christmas Is You" na segunda colocação. No final da semana de 11 de dezembro de 2010, a canção estreou no número doze na Billboard Hot Adult Contemporary Tracks, tornando-se a melhor estreia de Mariah nesse gráfico em sua carreira de mais de vinte anos. A canção atingiu o número um já na semana seguinte, tornando-se a de mais rápido crescimento a atingir o número um na história do gráfico. Essa foi a sétima música de Mariah a atingir o topo dessa tabela, o que deixou a cantora empatada com a canadense Céline Dion como as que emplacaram mais sucessos nas "dez mais" da Hot Adult Contemporary Tracks. Na semana do dia 1º de janeiro de 2011, a canção estreou na centésima posição da Billboard Hot 100 nos Estados Unidos.

## Vídeo musical

### Antecedentes e sinopse
O vídeo da música "Oh Santa!" foi dirigido por Ethan Lader e foi filmado em Los Angeles em 6 outubro de 2010. Surgiram relatos na internet que o marido de Mariah, Nick Cannon estaria dirigindo o vídeo, no entanto ele mesmo desfez os rumores na sua página oficial do microblogging Twitter, dizendo: "Eu não sou o diretor." O vídeo de "Oh Santa!" estreou no programa de entretenimento e notícias Access Hollywood. Antes do lançamento do vídeo, vários meios de comunicação especularam que o vídeo iria ter o mesmo estilo visto no vídeo da banda Outkast para a música "Hey Ya!", com a cantora como o centro de tudo em um palco com um grande público. Para o vídeo, o site de fãs, MariahDaily, postou uma mensagem pedindo que as pessoas que morassem em Los Angeles aparecessem para uma chamada de elenco e ter chance de se destacar no vídeo.

Carey como apresentadora de um programa natalino no vídeo.

O vídeo apresenta influências dos shows de variedade dos anos 1950 e 1960 com Carey vestindo um short vermelho como uma "Sexy Noel", no palco com uma banda, que contou com vocais gospel de fundo, também com um grupo de dançarinos, vestido de líderes de torcida. A trama é centrada em torno de Mariah como a apresentadora do programa de televisão "Mariah Carey Christmas". O locutor apresenta Mariah dizendo "aqui está ela, a maior cantora de todos os tempos, a Sra. Mariah Carey!". O vídeo mostra então cantores de fundo cantando o refrão com Mariah, enquanto a cantora é vista se apresentando na frente de uma plateia que está aplaudindo. Sua coleção de fragrâncias também é anunciada na abertura. Na segunda metade do vídeo, o Papai Noel faz uma aparição, acenando para os amigos e dando um abraço em Carey. O vídeo termina com a cantora sorrindo enquanto a plateia aplaude sua atuação.

### Recepção
Becky Bain de Idolator comentou sobre a estrutura simples e temática do vídeo, escrevendo que "Não há muita coisa neste vídeo simples, mas é uma característica de Carey, usando sua mão para acenar teatralmente e conseguindo chegar a algumas notas absolutamente altas." Bain também observou que a grande maioria das cenas de Mariah são uma jogada de câmera, mostrando a cantora de uma distância, ou em close único, mostrando seus ombros de cima, de modo que o telespectador não fosse capaz de perceber facilmente que ela estava grávida. Bill Lamb do About.com elogiou o conteúdo do vídeo, "Seguido por um clima completamente agradável diante de todo o projeto ... "Oh Santa!" Tem um jeito de filme caseiro antigo, com o clipe sendo agradavelmente acolhedor desde o processo de gravação até a canção." Nicole James da MTV Buzzworthy também elogiou o conteúdo do vídeo, escrevendo que "Claro que o vídeo de Mariah Carey não seria sem brilho e sem glamour no palco e nos cenário abordados em Glitter. Mariah está em um grande show e canta com seu coração e coloca tudo para fora com essa faixa das famosas oito oitavas ... não economizando nas aplicações, "Oh Santa!" é divertida e festiva e tem um desejo de um gole de gemada."

## Apresentações ao vivo
Mariah Carey cantou a música pela primeira vez em uma apresentação pré-gravada em 19 de novembro de 2010, no Rockefeller Center Christmas Tree Lighting na NBC, que foi ao ar em 30 de novembro de 2011. Em 3 de dezembro de 2010, cantou "Oh Santa!" e "All I Want for Christmas Is You" na Walt Disney World Christmas Day Parade, que contou com Carey cercada por dançarinos, incluindo bailarinas e líderes de torcida, e terminou com fogos de artifício no final do desempenho. A cantora, em seguida, apresentou a música como parte do alinhamento de faixas do seu próprio especial de natal na telivisão, intitulado "Mariah Carey:. Merry Christmas to You". Além de realizar "Oh Santa!", Carey também realizou o cover de "Charlie Brown Christmas" e um medley de "O Come All Ye Faithful/Hallelujah Chorus", com sua mãe, Patricia Carey, e várias outras canções dos seus dois álbuns de Natal.

## Lista de faixas
A versão digital de "Oh Santa" foi lançada em 11 de outubro de 2010 e o extended play com seis faixas em 7 de dezembro de 2010, ambas pelas lojas iTunes.
| Download digital |            |         |  |
| N.º              | Título     | Duração |  |
| 1.               | "Oh Santa" | 3:31    |  |

| Extended play (EP) de remixes digital |                                        |         |  |
| N.º                                   | Título                                 | Duração |  |
| 1.                                    | "Oh Santa" (Jump Smokers Edit)         | 3:53    |  |
| 2.                                    | "Oh Santa" (Low Sunday Edit)           | 4:09    |  |
| 3.                                    | "Oh Santa" (Jump Smokers Extended)     | 4:08    |  |
| 4.                                    | "Oh Santa" (Low Sunday Club)           | 6:16    |  |
| 5.                                    | "Oh Santa" (Jump Smokers Instrumental) | 3:52    |  |
| 6.                                    | "Oh Santa" (Low Sunday Instrumental)   | 6:18    |  |

## Desempenho nas paradas musicais

### Posições
| Parada musical (2009)                              | Melhor posição |
| -------------------------------------------------- | -------------- |
| Japão - (Japan Hot 100)                            | 68             |
| Canadá - (Canadian Hot 100)                        | 73             |
| Estados Unidos - (Billboard Hot 100)               | 100            |
| Estados Unidos - (Billboard Adult Contemporary)    | 1              |
| Estados Unidos - (Billboard Holiday Digital Songs) | 1              |

## Histórico de lançamento
"Oh Santa" teve sua estreia na AOL em 1 de outubro de 2010, dia 11 de outubro em todas as rádios e no dia seguinte disponibilizada para download digital, ambas datas nos Estados Unidos. Em 29 de outubro de 2010, a canção foi liberada em download digital no Reino Unido e França.
| Região         | Data                  | Formato                | Gravadora             |
| -------------- | --------------------- | ---------------------- | --------------------- |
| Estados Unidos | 1 de outubro de 2010  | Estreia na Rádio (AOL) | Island Records        |
| Estados Unidos | 11 de outubro de 2010 | Entrada nas Rádios     | Island Records        |
| Estados Unidos | 12 de outubro de 2010 | Download digital       | Island Records        |
| Reino Unido    | 29 de outubro de 2010 | Download digital       | Mercury Records       |
| França         | 29 de outubro de 2010 | Download digital       | Universal Music Group |